# Mönchstraße 52 (Stralsund)
Das Gebäude Mönchstraße 52 in Stralsund ist ein denkmalgeschütztes Bauwerk in der Mönchstraße.

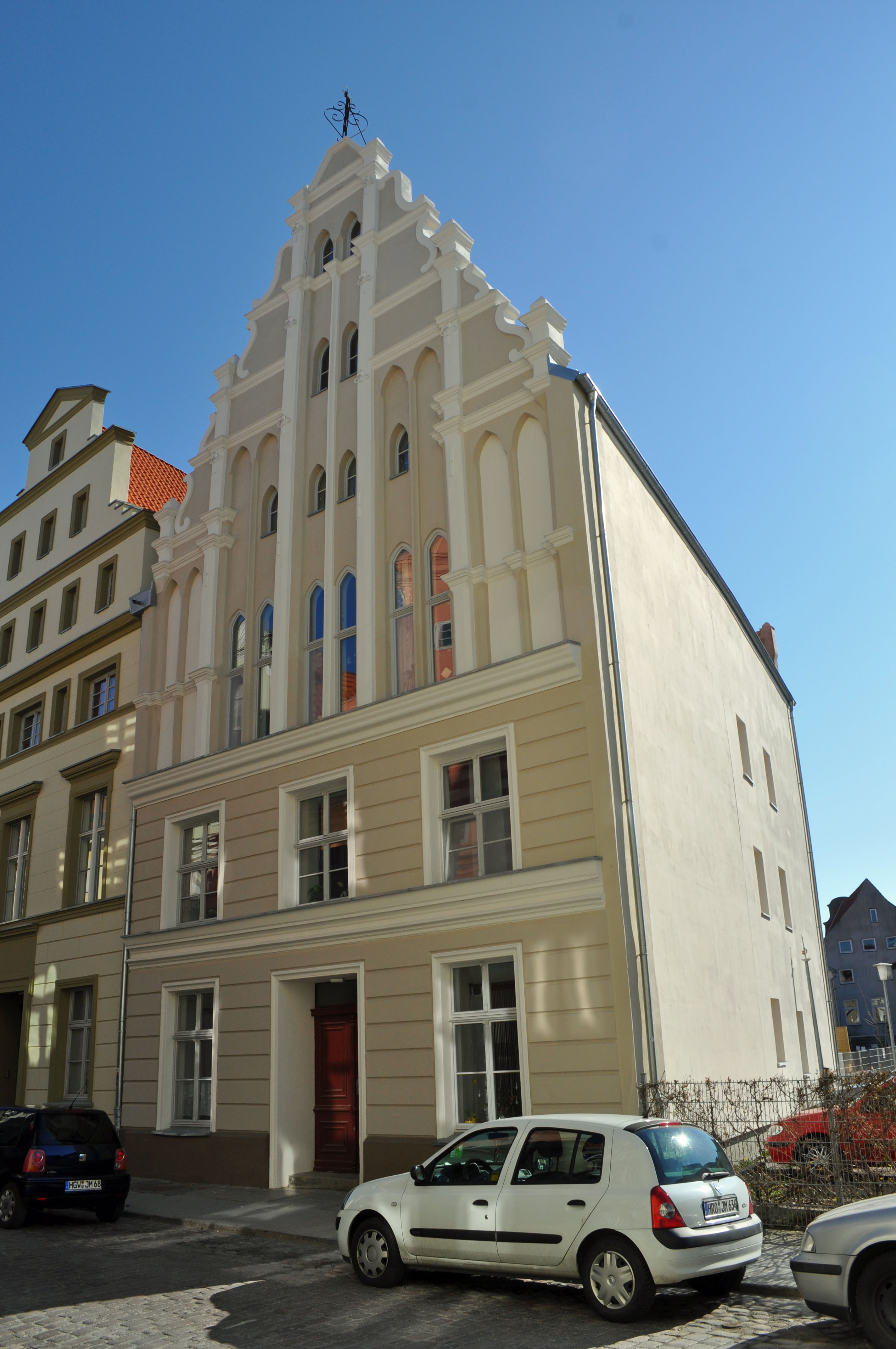
Haus Mönchstraße 52 in Stralsund (2012)

Das dreigeschossige Giebelhaus wurde im 15. Jahrhundert errichtet und später verändert. Im 17. Jahrhundert wurde der weit heruntergezogene Giebel mit Gesimsen und Voluten neu gestaltet; die spitzbogigen Blenden stammen noch aus der Errichtungszeit. Im 19. Jahrhundert wurde die Putznutung der Fassade in den beiden unteren Geschossen gestaltet.
Das Haus im Kerngebiet des von der UNESCO als Weltkulturerbe anerkannten Stadtgebietes des Kulturgutes „Historische Altstädte Stralsund und Wismar“ ist in die Liste der Baudenkmale in Stralsund eingetragen.